# ホンジャマカ
ホンジャマカは、ワタナベエンターテインメント所属のお笑いコンビ。結成当初は11人体制のグループであった。

## メンバー
詳細はそれぞれの項目を参照。

### 現メンバー
石塚 英彦（いしづか ひでひこ　1962年（昭和37年）2月6日 - ）（63歳）
神奈川県横浜市保土ケ谷区出身。
巨漢。ボケ担当。

恵 俊彰（めぐみ としあき　1964年（昭和39年）12月21日 - ）（60歳）
鹿児島県鹿児島市出身。
小男。ツッコミ担当。

### 11人体制時代のメンバー
- 是永克也
- 十日市秀悦
- 中野俊成
- 滝裕次郎（滝裕二郎）
- 大森竜太
- 小林隆彦
- 山口浩
- 斉藤智子
- 松本美貴（現・恵俊彰夫人）

## 概要
1984年、渡辺プロダクションが若手お笑いタレントグループ「BIG THURSDAY」（ビッグサースデー）を立ち上げ、石塚がその第1期生として参加し、恵が第3期生として参加した。このBIG THURSDAYには石塚と恵以外にも中山秀征と松野大介（この2人は後にABブラザーズとなる）、是永克也、松本明子、十日市秀悦らが参加し2か月に一度のペースで定期的に渋谷109スタジオにてライブを行っていた。
1988年6月4日、インクスティック芝浦ファクトリーにて、11人体制でホンジャマカ初ライブ「BIG THURSDAY ホンジャマカ VOL.1」を開催する。同年、テレビ朝日の演芸番組『ザ・テレビ演芸』でグランドチャンピオンを獲得している。しかしその直後にメンバーが減少していき、最終的には石塚と恵の2人だけになったため、1989年にコンビ『ホンジャマカ』として再始動した。
コンビになってからもホンジャマカ単独でのイベントやライブを積極的に行い、バカルディ（現・さまぁ〜ず）とともに1990年代初期の関東を代表するコンビとなった。「抑えの利かない田中君」などのショートコントは松本人志（ダウンタウン）も好きだったと語っている。
元々石塚と恵の体型はあまり大差が無く、いわゆるデブタレント同士のコンビであった。そのため、コンビ結成当時は「大デブ小デブでホンジャマカ」をキャッチフレーズに活動を展開する。しかし、1992年から1993年頃に恵が意を決したダイエットで劇的に痩せたため、現在ある姿の「デブと痩せのコンビ」になった。この事について石塚は、「相方の食事まで食べるなどしてさらに太った」などとネタで話すことがある。
1990年代末期は、実力の高いライバル芸人達が続々と台頭してきた。それを懸念した石塚と恵は個人活動に重点を置き、ホンジャマカを名乗り出演する機会が少なくなっていく。また、共にネタ見せをすることも無くなり、それぞれグルメリポーターや司会者、俳優としての活動が中心になっている。石塚曰くホンジャマカとは元々お笑いコンビではなく、ソロでやっていた者同士によるユニットとのこと。
しかしながらその後もコンビを解消することなく活動を続けている。TBSの『関口宏の東京フレンドパークII』（2011年3月まで）には長年ホンジャマカとして、2017年から2021年まで放送されていた『関口宏の東京フレンドパーク ドラマ大集合SP!!』にも引き続き出演していた。また、2010年初頭にはコンビ結成20年を記念し、2人揃って日本テレビの『嵐の宿題くん』や『99プラス』、フジテレビの『ウチくる!?』などにゲスト出演して回った。そして、同年3月13日から14日まで新宿紀伊國屋サザンシアターで「ホンジャマカ ライブ “成人” 〜20周年すぎてました〜」を開催し、久々にホンジャマカを名乗ってのコントを披露した。このライブを開催するにあたり、期間限定でにしおかすみこ、山本高広、我が家、フォーリンラブをメンバーに迎えた。脚本は妹尾匡夫が、演出は中野俊成が担当した。2016年4月2日に放送されたTBSの演芸番組『ネプ&ローラの爆笑まとめ!2016春』にも2人揃って参加し、同局では22年ぶりとなるコントを披露した。この出演以後はまたそれぞれの単独活動に戻っている。

## 受賞歴
- 1988年 テレビ朝日 ザ・テレビ演芸 グランドチャンピオン
- 1992年 日本テレビ放送網 爆笑王誕生 初代5週勝ち抜きチャンピオン
- 1992年 ニッポン放送 第9回高田文夫杯争奪OWARAIゴールドラッシュ 優勝
- 1994年 平成5年度（1993年度） 第31回ゴールデン・アロー賞 芸能部門新人賞[6]

## 出演

### テレビ番組
- ひょうきん予備校（1986年 - 1987年、フジテレビ） - ホンジャマカ結成以前に出演。
- 熱帯夜アカデミー（1988年 - 1992年、テレビ朝日）
- ヤンヤンもぎたて族（1990年、テレビ東京） - 準レギュラー。
- SMAPの学園キッズ（1990年 - 1991年、テレビ東京） - 準レギュラー。
- たまにはキンゴロー（1992年、フジテレビ）
- ショージに目あり!（1992年 - 1993年、日本テレビ）
- ムーブ・関口宏の東京フレンドパーク（1992年 - 1993年、TBS）
- 初詣!爆笑ヒットパレード（1993年・2003年・2004年・2008年、フジテレビ）
- 大石恵三（1993年、フジテレビ）
- 赤坂お笑いオールスターライブ（1993年 - 1994年、TBS）
- ラジごめIIIホンジャマカ共和国（1993年 - 1995年、中京テレビ）
- 天才!どんぐり連合（1993年10月 - 1994年3月、日本テレビ）
- お年玉スペシャル 笑う正月!ハッスルかましてよかですか!?（1994年1月1日、フジテレビ）
- ティーンズねっとわーく（1994年 - 1996年、NHK教育テレビ）
- 関口宏の東京フレンドパークII（1994年 - 2011年、TBS） - 「ハイパーホッケー」の対戦相手、アトラクションのデモ役を担当。
- ゲッパチ!UNアワー ありがとやんした!?（1994年4月 - 9月、フジテレビ）
- タモリのSuperボキャブラ天国（1994年、フジテレビ） - 同番組出演時のキャッチコピーは「ライブの帝王」。
- 風まかせ 新・諸国漫遊記（1995年 - 1999年、フジテレビ） - 旅人役の石塚は不定期出演、司会の恵は毎週出演。
- 朝まで生スポ8H来て見てさわってフジテレビ（1997年1月2日、フジテレビ）
- おしえてアミーゴ!!（1997年10月 - 1998年3月、TBS）
- どうぶつ奇想天外!（1998年10月 - 2003年9月、TBS）
- 快楽!じゃま式ランキング（2000年、テレビ東京）
- 新★得するテレビ ホンジャマカな日曜日（2002年 - 2003年、朝日放送）
- にっぽん菜発見 そうだ、自然に帰ろう（2003年 - 2010年、朝日放送） - リポーターの石塚は月に数回の出演、ナレーターの恵は毎週担当。
- ネプ&ローラの爆笑まとめ! 2016春（2016年4月2日、TBS）
- 関口宏の東京フレンドパーク ドラマ大集合SP!!（2017年1月 - 2021年1月、TBS） - 従業員・応援団長兼務[注釈 2]。

### 動画配信
- ジャマ×ジャマ ホンジャマカ（2009年[7]、BeeTV）

### CM
- JR東日本 東北ユースきっぷ、GO・GOサマーきっぷ（1995年夏）
- DoCoMo デジタルムーバ F201 HYPER・F203 HYPER[8]（1997年、富士通）
- メガネスーパー（2001年 - 2003年）[9]

### 声優
- スチュアート・リトル

## その他

### CD
以下の2つは、フォーライフ・レコード（現・フォーライフミュージックエンタテイメント）より発売。このうち「世界で一番はやい告白」は、恵が出演していたラジオ番組『岸谷五朗の東京RADIO CLUB』（TBSラジオ）の企画から生まれた曲である。
- 愛の保健室（1993年10月21日、ホンジャマカ＋神崎恵、FLDF-10260）

1. シーン#1「ちょっと行ってくる」
2. 愛の保健室
作詞・作曲：水野有平 / 編曲：竜崎孝路 / 唄：恵俊彰＋神崎恵
3. シーン#2「今 開けます」
4. パパとママのいない日曜日
作詞・作曲：水野有平 / 編曲：竜崎孝路 / 唄：石塚英彦＋神崎恵
5. 愛の保健室（オリジナル・カラオケ）
6. パパとママのいない日曜日（オリジナル・カラオケ）

- 世界で一番はやい告白（1994年4月6日、ホンジャマカ、FLDF-10274） - オリコン92位

1. 世界で一番はやい告白
作詞：恵俊彰、れいかちゃん、フリート困ったくん、おさるペンギン、野茂の物は野茂の物、ペルちゃん、ばあさんズ、ヤナケン、ピコピコポン、シェイ助、ジャスミン、ぷるぷる、大石恵三、獣神リンダー・リンダー、盟覇ちゃん、前田香織、ぱんつろん、境野麻紀子、かなPION、なまぐさ坊主、いもけんぴ、ハードボイボイ、星空ドライブ、長谷川朝二、舘川範雄 / 作曲：MIKI / 編曲：山本健司 / 唄：恵俊彰
2. BIG ONE LOVE
作詞：石塚英彦、平出よしかつ / 作曲：つのだ☆ひろ / 編曲：ボブ佐久間 / 唄：石塚英彦
3. 世界で一番はやい告白（オリジナル・カラオケ）
4. BIG ONE LOVE（オリジナル・カラオケ）

エアーズより発売。
- Brave Love, TIGA（1996年10月21日、地球防衛団、AYDM-120） - 岸谷五朗を団長とする「地球防衛団」として参加。

1. Brave Love, TIGA
作詞：サンプラザ中野 / 作曲：バーベQ和佐田 / 編曲：福田裕彦 / プロデューサー：岸谷五朗 / 唄：地球防衛団（岸谷五朗、宇都宮隆、唐沢寿明、木根尚登、サンプラザ中野、寺脇康文、西村雅彦、バーベQ和佐田、パッパラー河合、パトリック・ボンマリート、ファンキー末吉、福田裕彦、ホンジャマカ）
2. Brave Love, TIGA（オリジナルカラオケ）

### DVD
- ホンジャマカ ライブ “成人” 〜20周年すぎてました〜（2010年10月27日、コンテンツリーグ・アニプレックス）
- ホンジャマカLIVE '93 - '94 JAPAN TOUR（2010年10月27日、バップ） - 1994年に発売されたライブビデオ2本の内容を同時再録したDVD。ジュンカッツ時代の名倉潤も出演している。

### パチンコ
- CRホンジャマカのぐるぐるパーク（2005年5月、大一商会）